# 小泉孝太郎
小泉 孝太郎（こいずみ こうたろう、1978年〈昭和53年〉7月10日 - ）は、日本の俳優・タレント・司会者。神奈川県横須賀市出身。イザワオフィス所属。
父は元内閣総理大臣（第87・88・89代）の小泉純一郎。弟は農林水産大臣（第72代）の小泉進次郎。弟・進次郎の妻にフリーアナウンサーの滝川クリステル。

## 略歴
衆議院議員・小泉純一郎と佳代子夫妻の長男として神奈川県横須賀市に生まれる。
関東学院六浦小学校、関東学院六浦中学校、関東学院六浦高等学校卒業。高校時代は野球部に所属し甲子園を目指したが、3年生の地方大会のときに腰を痛め、ベンチに入れず応援に回った。チームは地方大会の1回戦で敗退し、野球の道を断念した。
父に政治家への道を反対され「ほかに夢中になれることを探せ」という一言から俳優を志す。
大学中退後、2000年（平成12年）に開催された「21世紀の石原裕次郎を捜せ」オーディションに応募するも身長が180cmに満たなかったために二次審査で落選。その後、同郷の神奈川県横須賀市出身のX JAPAN・Hideの功績を称える「hide MUSEUM」でアルバイトをしていた。そこに来館したYOSHIKIが「彼、芸能界に入れた方がいいよ」と、同席したレコード関係者に推薦。当時はオーディションに落ち続け俳優になることを諦めかけていた時だったが、その言葉で本格的に芸能界入りを決意する。
翌2001年に父・純一郎が首相になると複数の芸能事務所から声がかかり、芸能界入りが決定。同じ事務所の先輩であるいかりや長介に師事した。デビューとなるCMの出演依頼は15社にものぼった。
2002年（平成14年）、テレビドラマ『初体験』（フジテレビ）で俳優デビュー。
2021年9月、警視庁で初の防犯広報大使を委嘱される。

## 人物
趣味・特技はゴルフ。ザ・レジェンド・チャリティプロアマトーナメントにも数回出場し、プロゴルファーとともにプレーしている。
仲の良い芸能人には、細川茂樹やムロツヨシなどがいる。

## 出演

### テレビドラマ
- 初体験（2002年、フジテレビ） - 高梨歩 役
- ナースマン（2002年、日本テレビ） - 浅野比呂志 役
  - ナースマン〜あの男ナースが帰ってきた!!（2004年）
- しあわせのシッポ（2002年、TBS） - 西寺誠司 役
- ホーム&アウェイ（2002年、フジテレビ） - 中森学 役
- 狂った果実2002（2002年、TBS） - 主演・河野春次 役
- 僕だけのマドンナ（2003年、フジテレビ） - 中野隆志 役
- 転がしお銀〜父娘あだ討ち江戸日記〜（2003年、NHK） - 初市郎 役
- 異議あり!女弁護士大岡法江（2004年、テレビ朝日） - 岡原文雄 役
- ピンクヒップガール（2004年、フジテレビ） - 前田遼太 役
- 大河ドラマ（NHK）
  - 義経（2005年） - 平資盛 役
  - 天地人（2009年） - 大国実頼 役
  - 八重の桜（2013年） - 徳川慶喜 役
  - 鎌倉殿の13人（2022年） - 平宗盛 役[17][18][19]
- スローダンス（2005年、フジテレビ） - 八嶋優太 役
- 壁ぎわ税務官シリーズ（フジテレビ） - 石上正直 役
  - 壁ぎわ税務官 ライバル登場編（2002年）
  - 壁ぎわ税務官（2） 確定申告編（2003年）
- 炎の警備隊長・五十嵐杜夫シリーズ（2003年 - 2011年、テレビ朝日） - 黒崎主税 役
- 東京ワンダーツアーズ（2005年、日本テレビ） - 渡辺恒平 役
- 夜盗（2005年、TBSテレビ） - 山下刑事 役
- ガチバカ!（2006年、TBSテレビ） - 渡辺元気 役
- アテンションプリーズ（2006年、フジテレビ） - 堤修介 役
  - アテンションプリーズスペシャル ハワイ・ホノルル編（2007年）
  - アテンションプリーズスペシャル オーストラリア・シドニー編（2008年）
- 不信のとき〜ウーマン・ウォーズ〜（2006年、フジテレビ） - 近藤慶 役
- 松本清張ドラマスペシャル・波の塔（2006年、TBSテレビ） - 主演・小野木喬夫 役
- ハケンの品格 第1シリーズ（2007年1月 - 3月、日本テレビ） - 里中賢介 役
  - ハケンの品格 第2シリーズ（2020年6月17日 - 8月5日、日本テレビ）[20]
- 花嫁とパパ（2007年、フジテレビ） - 鳴海駿一 役
- オトコの子育て（2007年、テレビ朝日） - 丸山洋介 役
- ごくせん 第3シリーズ（2008年、日本テレビ） - 夏目誠一 役
  - ごくせん卒業スペシャル '09（2009年）
- おせん 第6話（2008年、日本テレビ） - 千堂保 役
- あの日、僕らの命はトイレットペーパーよりも軽かった（2008年、日本テレビ） - 主演・朝倉憲一 役
- 福家警部補の挨拶〜オッカムの剃刀〜（2009年、NHK） - 二岡友成 役
- 春さらば〜おばあちゃん天国に財布はいらないよ〜（2009年、テレビ東京） - 高宮充 役
- 刑事一代 平塚八兵衛の昭和事件史（2009年、テレビ朝日） - 岩瀬厚一郎 役
- コールセンターの恋人（2009年、朝日放送・テレビ朝日共同制作） - 主演・都倉渉 役
- 働くゴン!（2009年9月23日、日本テレビ） - 槙原 役
- リアル・クローズ（2009年、関西テレビ放送） - 蜂矢英明 役
- 崖っぷちのエリー〜この世でいちばん大事な「カネ」の話（2010年7月9日 - 9月3日、朝日放送・テレビ朝日共同制作） - 平林正宗 役
- ドラマスペシャル 外科医 須磨久善（2010年9月5日、テレビ朝日） - 秋山浩平 役
- ドラマスペシャル さよなら、アルマ（2010年12月18日、NHK） - 緒方清治 役
- 悪党〜重犯罪捜査班（2011年1月21日 - 3月25日、朝日放送・テレビ朝日共同制作） - 里中啓一郎 役
- 連続テレビ小説 カーネーション（2011年10月3日 - 2012年3月31日、NHK） - 中村春太郎 役
- HUNTER〜その女たち、賞金稼ぎ〜（2011年10月11日 - 12月13日、関西テレビ） - 寺島吾郎 役
- 松本清張特別企画・張込み（2011年11月2日、テレビ東京） - 柚木哲平 役
- 恋なんて贅沢が私に落ちてくるのだろうか?（2012年3月16日 - 5月25日、フジテレビTWO） - 飯田猛 役（第4 〜6話）
- カエルの王女さま（2012年4月12日 - 6月21日、フジテレビ） - 井坂哲郎 役
- 山村美紗サスペンス 小京都連続殺人事件シリーズ（フジテレビ） - 牧野忍 役
  - 小京都連続殺人事件 〜スパイスは復讐の味〜（2012年5月4日）
  - 小京都連続殺人事件2 ～佐野足利・七草に秘められた叫び～（2013年5月3日）
  - 小京都連続殺人事件×外科医 鳩村周五郎（2013年10月18日）
  - 宮崎日南・伝説鍋の食材推理（2019年2月9日）
- 土曜ワイド劇場 大崎郁三の事件散歩（2012年6月30日、テレビ朝日） - 駒田雄一郎 役
- 橋田壽賀子ドラマスペシャル 妻が夫をおくるとき（2012年7月23日、TBSテレビ） - 竹田 役
- 赤川次郎原作 毒<ポイズン> 第1話（2012年10月4日、読売テレビ制作・日本テレビ） - 秋本俊二 役
- 松本清張没後20年 ドラマスペシャル 十万分の一の偶然（2012年12月15日、テレビ朝日） - 塚本暁 役
- お助け屋☆陣八（2013年1月10日 - 3月28日、読売テレビ放送） - 井口達也 役
- 夜行観覧車 第5話・第7話（2013年1月18日 - 3月22日、TBSテレビ） - 小島雅臣 役
- 家庭教師が解く!〜殺人方程式の推理ドリル〜（2013年5月20日、TBSテレビ） - 佐伯雫 役
  - 家庭教師が解く!2（2014年11月10日）
- 西村京太郎サスペンス 十津川捜査班シリーズ（フジテレビ） - 西本明 役
  - 西村京太郎サスペンス 十津川捜査班7（2013年6月21日）
  - 西村京太郎サスペンス 十津川捜査班8（2014年1月24日）
  - 西村京太郎サスペンス 十津川捜査班9（2014年7月25日）
  - 西村京太郎サスペンス 十津川捜査班10（2016年7月29日）
- 森村誠一サスペンス 魔性の群像 刑事・森崎慎平シリーズ（2013年 - 2019年、TBS） - 主演・森崎慎平 役
- 杉村三郎シリーズ（TBSテレビ） - 主演・杉村三郎 役
  - 名もなき毒（2013年7月8日 - 9月16日）
  - ペテロの葬列（2014年7月7日 - 9月15日）
- 刑事吉永誠一 涙の事件簿シリーズ（テレビ東京） - 鑑貴一 役
  - 刑事吉永誠一 涙の事件簿12 親しい敵（2013年10月2日）
  - 刑事吉永誠一 涙の事件簿（2013年10月11日 - 12月13日）
  - 新・刑事吉永誠一（2014年10月17日 - 12月12日）
  - 刑事吉永誠一13 湖で拾った女（2016年1月6日）
  - 刑事吉永誠一 ファイナル（2016年12月28日）[21]
- プラトニック（2014年5月25日 - 7月13日、NHK BSプレミアム） - 望月和久 役
- おわこんTV（2014年7月1日 - 8月19日、NHK BSプレミアム） - 三橋圭祐 役※文化庁芸術祭参加作品[22]
- ボクの妻と結婚してください。（2015年5月10日 - 6月14日、NHK BSプレミアム） - 斉藤光信 役
- 小杉健治サスペンス 保身（2015年7月1日、テレビ東京） - 主演・宮下文也 役
- エイジハラスメント（2015年7月9日 - 9月10日、テレビ朝日） - 保科晶彦 役
- 死の臓器（2015年7月12日 - 8月9日、WOWOW） - 主演・沼崎恭太 役[23]
- 下町ロケット 第6回 - 最終話（2015年11月22日 - 12月20日、TBS） - 椎名直之 役 ※後半パート「ガウディ計画編」[24]
- 警視庁ゼロ係〜生活安全課なんでも相談室〜シリーズ（テレビ東京） - 主演・小早川冬彦 役[25]
  - 警視庁ゼロ係〜生活安全課なんでも相談室〜（2016年1月15日 - 2月26日）
  - 警視庁ゼロ係〜生活安全課なんでも相談室〜 SECOND SEASON（2017年7月21日 - 9月15日）[26]
  - 警視庁ゼロ係〜生活安全課なんでも相談室〜 THIRD SEASON（2018年7月20日 - 9月14日）[27]
  - 警視庁ゼロ係〜生活安全課なんでも相談室〜 SEASON4（2019年7月19日 - 9月6日）[28]
  - 警視庁ゼロ係〜生活安全課なんでも相談室〜 出張捜査SP（2021年1月25日）
  - 警視庁ゼロ係〜生活安全課なんでも相談室〜 SEASON5（2021年4月30日 - 7月2日）[29]
  - 警視庁ゼロ係～生活安全課なんでも相談室～愛と涙のさよならSP（2022年11月7日）
  - 警視庁ゼロ係〜スカイフライヤーズ〜（2024年7月22日）[30]
- 沈まぬ太陽（2016年5月8日 - 9月25日、WOWOW） - 沢泉正夫 役[31]
- 土曜ワイド劇場 家裁調査官・山ノ坊晃（2016年5月7日、テレビ朝日） - 主演・山ノ坊晃 役
  - 日曜ワイド 家裁調査官・山ノ坊晃2（2017年7月9日）
- 受験のシンデレラ[32]（2016年7月10日 - 8月28日、NHK BSプレミアム） - 主演・五十嵐透 役[33]
- 月曜名作劇場 ミステリー作家・朝比奈耕作シリーズ（TBS） - 主演・朝比奈耕作 役
  - 花咲村の惨劇（2016年6月6日）[34]
  - 鳥啼村の惨劇（2018年3月12日）[35]
- 24時間テレビスペシャルドラマ 盲目のヨシノリ先生〜光を失って心が見えた〜（2016年8月27日、日本テレビ） - 青井修平 役[36]
- Chef〜三ツ星の給食〜（2016年10月13日 - 12月15日、フジテレビ） - 篠田章吾 役[37]
- アキラとあきら（2017年7月9日 - 9月3日、WOWOW） - 安堂章二 役[38]
- 我が家の問題（2018年2月4日、NHK BSプレミアム） - 高木達生 役 ※第1回「夫とUFOに悩む妻」
- ブラックペアン（2018年4月22日 - 6月24日、TBS） - 高階権太 役[39]
  - ブラックペアン シーズン2（2024年7月7日 - 9月15日、TBS）[40]
- 連続ドラマW（WOWOW）
  - 真犯人（2018年9月23日 - 10月21日） - 日下悟 役[41]
  - 松本清張 眼の壁（2022年6月19日 - 7月17日） - 主演・萩崎竜雄 役[42]
  - フィクサー Season1（2023年4月23日 - 5月21日） - 板倉晃司 役[43][44]
    - フィクサー Season2（2023年7月9日 - 8月6日）[45]
    - フィクサー Season3（2023年10月8日 - 11月5日）[46]
- グッドワイフ（2019年1月13日 - 3月17日、TBSテレビ） - 多田征大 役[47]
- 病院の治しかた〜ドクター有原の挑戦〜（2020年1月20日 - 3月9日、テレビ東京） - 主演・有原修平 役[48]
  - 病院の治しかた〜スペシャル〜（2021年7月26日、テレビ東京） - 主演・有原修平 役[49]
- 恋する母たち（2020年10月23日 - 12月18日、TBSテレビ） - 斉木巧 役[50]
- 船橋署刑事課・香山亮介シリーズ（テレビ東京） - 主演・香山亮介 役
  - 冤罪犯（2021年8月30日）[51]
  - 黙秘犯（2022年8月8日）[52]
- 精神分析医 氷室想介の事件簿〜超高層ビル密室殺人の謎〜（2022年2月26日、BS-TBS） - 主演・氷室想介 役[53]
  - 精神分析医 氷室想介の事件簿2-ベストセラー小説に隠された殺人事件の謎-（2023年10月1日、BS-TBS・BS-TBS4K）[54]
- スタンドUPスタート（2023年1月18日 - 3月29日、フジテレビ） - 三星大海 役[55][56]
- ブラックポストマン（2023年8月18日 - 9月29日、テレビ東京） - 水野真 役[57]
- 下剋上球児（2023年10月15日 - 12月17日、TBS） - 丹羽慎吾 役[58]
- はれのひ シンデレラ ウェディングドレスを日本へ! ある女性の挑戦（2024年2月24日、読売テレビ・日本テレビ） - 結城義人 役[59]
- 失踪人捜索班 消えた真実（2025年4月11日 - 6月6日、テレビ東京） - 笹塚晋平 役[60]

### 配信ドラマ
- ヒミツの関係〜先生は同居人〜（2010年7月 - 9月、Bee TV） - 主演・小林直樹 役
- 恋する男たち 第1話（2020年10月23日 、Paravi） - 斉木巧 役

### 映画
- 踊る大捜査線シリーズ（東宝） - 小池茂 役
  - 踊る大捜査線 THE MOVIE 2 レインボーブリッジを封鎖せよ!（2003年7月19日）
  - 交渉人 真下正義（2005年）
  - 踊る大捜査線 THE MOVIE3 ヤツらを解放せよ!（2010年7月）
  - 踊る大捜査線 THE FINAL 新たなる希望（2012年9月）
- 劇場版 仮面ライダー響鬼と7人の戦鬼（2005年、東映） - 猛士 役 ※友情出演
- UDON（2006年、東宝） - うどん屋の客 役
- 瀬戸内海賊物語（2014年5月31日、松竹） - 宇治原清秀 役
- 七つの会議（2019年、東宝） - 奈倉翔平 役
- まともじゃないのは君も一緒（2021年3月19日、エイベックス・ピクチャーズ） - 宮本功 役[61]
- バスカヴィル家の犬 シャーロック劇場版（2022年6月17日、東宝） - 捨井遥人 役[62]
- おしょりん（2023年11月3日、KADOKAWA） - 増永五左衛門 役[63]
- 愛に乱暴（2024年8月30日、東京テアトル） - 初瀬真守 役[64][65]

### テレビ番組
- 孝太郎が行く（2003年 - 2004年、フジテレビ）
- 孝太郎ラボ（2004年 - 2005年、フジテレビ）
- 孝太郎プラス（2005年 - 2006年、フジテレビ）
- The孝太郎（2006年 - 2007年、フジテレビ）
- 武=孝太郎（2007年、フジテレビ）
- ぶらり途中下車の旅（2007年10月6日、日本テレビ）
- 孝太郎Wキッチン（2007年 - 2008年、フジテレビ）
- おもいッきりイイ!!テレビ（2007年 - 2009年、日本テレビ） - 水曜日パートナー
- 孝太郎が行く2（2008年、フジテレビ）
- 速報!甲子園への道（2008年、テレビ朝日） - メインキャスター[7]
- 全国高校野球選手権大会中継（2008年、朝日放送） - メインキャスター[7]
- 熱闘甲子園（2008年、朝日放送） - メインキャスター[7]
- いい旅・夢気分（2009年、テレビ東京）- 旅人
- 柔道グランドスラム 東京2010（2010年、テレビ東京） - メインキャスター
- 世紀のワイドショー!ザ・今夜はヒストリー（2011年、TBS） - 準レギュラーコメンテーター、代理司会者
- 学びEye! #63 故郷の逸品 黄金に輝く松輪サバ〜漁師の絆をつなぐ伝統の技と心〜（2012年、テレビ朝日制作） - ナレーター
- ニンゲン観察バラエティ モニタリング（2013年 - 、TBS） - レギュラー
- 眠れる森の美術館（2013年 - 不定期、日本テレビ） - MC[66]
- モシモノふたり〜タレントが“おためし同居生活”してみました〜（2016年4月 - 2017年3月、フジテレビ） - 司会[67]
- リオデジャネイロオリンピック（2016年、テレビ東京） - メインキャスター[68]
- よじごじDays（2017年 - 、テレビ東京） - 金曜MC（2017年 - 2023年4月）、木曜MC（2023年4月 - ）
- ニッポンの技で世界を修理 世界! 職人ワゴン（2017年 - 、テレビ東京） - ストーリーテラー[69]
- 「運命の日」〜ニッポンの挑戦者たち〜（2018年1月7日 - 3月25日、BSジャパン） - 番組ナビゲーター
- 平昌オリンピック（2018年、テレビ東京） - メインキャスター[70]
- 小泉孝太郎&ムロツヨシ 自由気ままに2人旅（2019年11月12日[71]・2020年9月23日[72]・2021年9月22日[73]・2022年9月28日[74]・2023年10月11日[75]、2024年9月25日・10月2日[76]、フジテレビ）
- 金メダル&名場面50連発! オリンピック ジツは話 本当は今日開幕だったんだSP（2020年7月24日、テレビ東京） - MC[3]
- Version Up!〜我が家の暮らし〜（2020年10月4日 - 2021年3月28日、TBS） - ナレーター
- デジタル一番星＋（2021年4月4日 - 、TBSテレビ） - ナレーター
- 東京オリンピック（2021年、テレビ東京） - メインキャスター[77]
- 北京オリンピック（2022年、テレビ東京） - メインキャスター[78]
- ポップUP!（2022年4月4日 - 、フジテレビ） - 月曜パーソナリティ[79]
- アニメポケットモンスター音楽祭（2023年3月31日、テレビ東京） - MC[80]
- 24時間テレビ 愛は地球を救う46（2023年8月26日・27日） - チャリティーパーソナリティー[81]
- オー!マイゴッド!あなたは誰を信じますか?（2023年11月5日、日本テレビ） - MC[82]
  - オー!マイゴッド!私だけの神様、教えます（2024年4月20日 - 、日本テレビ） - MC[83]
- 加藤浩次&小泉孝太郎の日本イチバン旅（2023年11月30日、TBS） - MC[84]
- 今田孝太郎（2023年12月23日、フジテレビ）[85]
- 世界を変えた20人のアーティスト（2024年2月24日、日本テレビ） - MC[86]
- 小泉孝太郎・吉田鋼太郎 Wコータロー 東京の地下をゆく。（2024年2月26日、テレビ朝日）[87]
- ディープファミリー（2024年4月20日、フジテレビ） - MC[88]
  - ディープファミリー〜知ってる家族の知らないホンネ〜（2024年10月21日、フジテレビ） - MC[89]
- 小泉孝太郎ゼニナール!!（2024年4月27日、テレビ朝日） - MC[90]
  - 小泉孝太郎 銭ナール（2024年6月5日、テレビ朝日） - MC[91]
- 人生を変えた! 天才番付SHOW（2024年10月27日、TBS） - MC[92]
- 小泉孝太郎&佐藤栞里の偏愛人と旅したらスゴかった!（2024年12月30日、フジテレビ） - MC[93]
- 小泉孝太郎&かまいたちの芸能人テスト（2025年2月22日、フジテレビ） - MC[94]
- 世界でコンニチワ! 海を渡ったNIPPONプライド（2025年2月23日、読売テレビ） - MC[95]

### テレビアニメ
- ポケットモンスター（2023年4月14日・2024年1月12日、テレビ東京） - リコの担任の先生 役[96]

### 吹き替え
- ベイマックス（2014年12月20日公開、ウォルト・ディズニー・ジャパン） - タダシ・ハマダ 役（ダニエル・ヘニー）[97]
- ウィッシュ（2023年12月15日公開、ウォルト・ディズニー・ジャパン）[98]

### ラジオ
- Antenna K（2005年 - 、bayfm）毎週土曜日　9時

### 朗読オーディオブック
- 鈍感力（原作：渡辺淳一）[99]

### CM
- サントリー[11]「ダイエット生」（2001年）[100]
- 明治製菓「キシリッシュ」
- 塩水港精糖「オリゴのおかげ」
- DHC「DHC for MEN」
- カルビー
  - 「大収穫祭」（2007年）
  - 「掘りだそう、自然の力。カルビー大収穫祭」キャンペーン（2009年） - ベッキー・大橋のぞみと共演
- ガリバーインターナショナル
  - 「買取実績NO.1篇」（2014年）
- 花王
  - 「クリアクリーンEX 薬用ハミガキ」（2014年）
  - 「クリアクリーン 球と極細」（2015年）
- サンガリア「伊賀 天然水の炭酸水」（2016年）
- アイダ設計（2016年）[101]
- 小林製薬
  - 「ブレスケア」（2017年）
  - 「液体ブルーレットおくだけ」（2017年）
  - 「ハウメル」（2021年）
  - 「サラシア100」（2023年）
- ロト7（2017年8月 - ） - 妻夫木聡・新井浩文と共演[102]
- ハズキルーペ（2018年9月 - ）[103]
- モランボン
  - 「ジャン 焼肉の生だれ」（2019年4月 - ）[104]
  - 「熟成濃厚キムチチゲ用スープ」（2020年11月 - ）[105]
- 医療法人社団活寿会「ひざ関節症クリニック」（2021年10月 - ）[106]
- 新日本建設「EXCELLENT CITY」（2022年10月 - ）
- イースマイル「町の水道屋さん」（2023年4月 - ）[107]
- ミスズ「ヤーマン&ストゥービ」（2023年12月 - ）[108]

## 雑誌連載
- 「小泉孝太郎の『今月のデートプラン』」（『CLASSY.』、光文社）[いつ?]
- 「小泉孝太郎の38歳の“独り”ごと」（『Domani』2016年12月号 - 、小学館）[109]